# Foot in Mouth Disease
| Оценки критиков | Оценки критиков |
| Источник        | Оценка          |
| --------------- | --------------- |
| Allmusic        | [ 1 ]           |
| Punknews.org    | [ 2 ]           |
| ThePunkSite.com | (4/5)           |

Foot in Mouth Disease  — четвёртый студийный альбом канадской панк-рок-группы Gob, выпущен 1 апреля 2003.

## Об альбоме
Foot in Mouth Disease последний альбом с участием басиста Крэйга Вуда, который покинул группу в 2004 году.
Первый сингл группы «Give Up the Grudge» был довольно успешным. В Японии он разошёлся тиражом свыше 50 000 копий. Кроме того, «Give Up the Grudge» вошла в саундтрек к фильму «Американский пирог: Свадьба», а также к видеоигре от Electronic Arts Madden NFL 2004.
«I’ve Been Up These Steps» вошла в саундтрек NHL 2003 (также от Electronic Arts). Второй сингл альбома «Oh! Ellin» появился в NHL 2004.
Третий сингл «Ming Tran» ранее был использован в мини-альбоме F.U. EP.

## Список композиций
| №   | Название                                                     | Длительность |
| --- | ------------------------------------------------------------ | ------------ |
| 1.  | «Lemon-Aid»                                                  | 2:45         |
| 2.  | «I've Been Up These Steps»                                   | 2:48         |
| 3.  | «Oh! Ellin»                                                  | 3:59         |
| 4.  | «I Cut Myself, Too»                                          | 3:13         |
| 5.  | «Fed Up»                                                     | 4:18         |
| 6.  | «Ming Tran»                                                  | 2:34         |
| 7.  | «When Life Gets Boring...»                                   | 3:06         |
| 8.  | «Give Up the Grudge»                                         | 2:57         |
| 9.  | «Bones»                                                      | 2:12         |
| 10. | «This Evil World»                                            | 3:22         |
| 11. | «I Hear You Calling (перезаписан для Foot in Mouth Disease)» | 3:10         |
| 12. | «Bully»                                                      | 3:31         |
| 13. | «Cold Feet»                                                  | 2:48         |
| 14. | «Everybody's Getting Hooked Up»                              | 3:23         |

| №   | Название                               | Длительность |
| --- | -------------------------------------- | ------------ |
| 13. | «My New Favorite Shoplifter»           | 3:00         |
| 14. | «Heavy Metal Shuffle (Kick Axe кавер)» | 2:55         |

## Над альбомом работали
- Том Такер — гитара/вокал/бэк-вокал в песне «Bully»
- Тео Гуцинакис — гитара/бэк-вокал/вокал в песне «Bully»
- Крэйг Вуд — бас-гитара/бэк-вокал
- Гейб Мэнтл — ударные

### А также
- Бутч Уолкер — продюсерство трека «This Evil World».